# Međuopćinska nogometna liga Đurđevac – Virovitica 1977./78.
Međuopćinska nogometna liga Đurđevac – Virovitica je bila liga petog stupnja nogometnog prvenstva Jugoslavije u sezoni 1977./78. 

Igrana je u dvije skupine: 
- Đurđevac: 12 klubova, pravak "Pitomača"
- Virovitica: 10 klubova, prvak klub "Borac" iz Virovitice.

Ukupni pobjednik lige nakon razigravanje je bio "Borac" iz Virovitice. 
 
Reorganizacijom ligaškog sustava za sezonu 1978./79., postala je ligom šestog stupnja i nazvana Međuopćinska nogometna liga Virovitica – Đurđevac, te je igrana kao jedinstvena liga.  

## Đurđevac
- prvak "Pitomača"

### Sudionici
- Borac Ferdinandovac
- Drava Podravske Sesvete
- Graničar Đurđevac
- Mladost Kloštar Podravski
- Mladost Molve
- Mladost Stari Gradac
- Omladinac Kalinovac
- Pitomača
- Podravac Virje
- Polet Čepelovac
- Prekodravac Ždala
- Vilim Galjer Prugovac

### Rezultatska križaljka
| kratica | klub                      | BOR | DRA | GRA | MLAKP | MLAM | MLASG | OML | PIT | POD | POL | PRE | VILG |
| --- | ------------------------- | --- | --- | --- | ----- | ---- | ----- | --- | --- | --- | --- | --- | ---- |
| BOR | Borac Ferdinandovac       |     |     |     |       |      |       |     |     |     |     |     |      |
| DRA | Drava Podravske Sesvete   |     |     |     |       |      |       |     |     |     |     |     |      |
| GRA | Graničar Đurđevac         |     |     |     |       |      |       |     |     |     |     |     |      |
| MLAKP | Mladost Kloštar Podravski |     |     |     |       |      |       |     |     |     |     |     |      |
| MLAM | Mladost Molve             |     |     |     |       |      |       |     |     |     |     |     |      |
| MLASG | Mladost Stari Gradac      |     |     |     |       |      |       |     |     |     |     |     |      |
| OML | Omladinac Kalinovac       |     |     |     |       |      |       |     |     |     |     |     |      |
| PIT | Pitomača                  |     |     |     |       |      |       |     |     |     |     |     |      |
| POD | Podravac Virje            |     |     |     |       |      |       |     |     |     |     |     |      |
| POL | Polet Čepelovac           |     |     |     |       |      |       |     |     |     |     |     |      |
| PRE | Prekodravac Ždala         |     |     |     |       |      |       |     |     |     |     |     |      |
| VILG | Vilim Galjer Prugovac     |     |     |     |       |      |       |     |     |     |     |     |      |
| |                           |     |     |     |       |      |       |     |     |     |     |     |      |
| podebljan rezultat - utakmice od 1. do 11. kola (1. utakmica između klubova) rezultat normalne debljine - utakmice od 12. do 22. kola (2. utakmica između klubova) rezultat nakošen - nije vidljiv redoslijed odigravanja međusobnih utakmica iz dostupnih izvora rezultat smanjen * - iz dostupnih izvora nije uočljiv domaćin susreta prekrižen rezultat - poništena ili brisana utakmica p - utakmica prekinuta 3:0 p.f. / 0:3 p.f. - rezultat 3:0 bez borbe n.i. - nije igrano |                           |     |     |     |       |      |       |     |     |     |     |     |      |

 Izvori:

## Virovitica

### Ljestvica
| mj. | klub                     | ut. | pob. | ner. | por. | gol+ | gol- | bod |
| --- | ------------------------ | --- | ---- | ---- | ---- | ---- | ---- | --- |
| 1.  | Borac Virovitica         | 18  | 13   | 2    | 3    | 61   | 20   | 28  |
| 2.  | Proleter Lukač           | 18  | 13   | 1    | 4    | 51   | 37   | 27  |
| 3.  | Partizan Suhopolje       | 18  | 11   | 3    | 4    | 67   | 31   | 25  |
| 4.  | Crvena zvezda Obilićevo  | 18  | 8    | 5    | 5    | 54   | 45   | 21  |
| 5.  | Drava Terezino Polje     | 18  | 8    | 5    | 5    | 54   | 45   | 21  |
| 6.  | Proleter Bušetina        | 18  | 8    | 1    | 9    | 48   | 56   | 17  |
| 7.  | Zvijezda Turanovac       | 18  | 5    | 2    | 11   | 27   | 46   | 12  |
| 8.  | Omladinac Korija         | 18  | 4    | 3    | 11   | 37   | 55   | 11  |
| 9.  | Bratstvo Gornje Bazje    | 18  | 4    | 2    | 12   | 40   | 58   | 10  |
| 10. | Bilogora Špišić Bukovica | 18  | 2    | 4    | 12   | 36   | 79   | 8   |

- Gornje Bazje – također se piše i kao Gornje Bazije
- Obilićevo – skraćeno za Novo Obilićevo – tadašnji naziv za Zvonimirovo

### Rezultatska križaljka
| kratica | klub                     | BIL | BOR | BRA | CRVZ | DRA | OML | PAR | PROB | PROL | ZVI |
| --- | ------------------------ | --- | --- | --- | ---- | --- | --- | --- | ---- | ---- | --- |
| BIL | Bilogora Špišić Bukovica |     |     |     |      |     |     |     |      |      |     |
| BOR | Borac Virovitica         |     |     |     |      |     |     |     |      |      |     |
| BRA | Bratstvo Gornje Bazje    |     |     |     |      |     |     |     |      |      |     |
| CRVZ | Crvena zvezda Obilićevo  |     |     |     |      |     |     |     |      |      |     |
| DRA | Drava Terezino Polje     |     |     |     |      |     |     |     |      |      |     |
| OML | Omladinac Korija         |     |     |     |      |     |     |     |      |      |     |
| PAR | Partizan Suhopolje       |     |     |     |      |     |     |     |      |      |     |
| PROB | Proleter Bušetina        |     |     |     |      |     |     |     |      |      |     |
| PROL | Proleter Lukač           |     |     |     |      |     |     |     |      |      |     |
| ZVI | Zvijezda Turanovac       |     |     |     |      |     |     |     |      |      |     |
| |                          |     |     |     |      |     |     |     |      |      |     |
| podebljan rezultat - utakmice od 1. do 9. kola (1. utakmica između klubova) rezultat normalne debljine - utakmice od 10. do 18. kola (2. utakmica između klubova) rezultat nakošen - nije vidljiv redoslijed odigravanja međusobnih utakmica iz dostupnih izvora rezultat smanjen * - iz dostupnih izvora nije uočljiv domaćin susreta prekrižen rezultat - poništena ili brisana utakmica p - utakmica prekinuta 3:0 p.f. / 0:3 p.f. - rezultat 3:0 bez borbe n.i. - nije igrano |                          |     |     |     |      |     |     |     |      |      |     |

 Izvori:

## Doigravanje za prvaka
| Momčad1          | Ukupno | Momčad   | 1. ut | 2. ut | Napomene                                             |
| ---------------- | ------ | -------- | ----- | ----- | ---------------------------------------------------- |
| Borac Virovitica | 5:5    | Pitomača | 3:0   | 2:5   | "Borac" prvak radi više postignitih golova u gostima |